# Timbuka larvata
Timbuka larvata là một loài nhện trong họ Anyphaenidae.
Loài này thuộc chi Timbuka. Timbuka larvata được Octavius Pickard-Cambridge miêu tả năm 1896.